# 高倉真理子
高倉 真理子（たかくら まりこ、1970年9月27日 - ）は、日本のAV女優。血液型:O型。身長:161cm。スリーサイズ:B86・W59・H86。

## 略歴・人物
東京都出身。1989年に『お嬢様・真理子』でデビューした、村西とおるが率いたダイヤモンド映像を代表するAV女優の1人である。1990年に引退。
2012年、アダルトビデオ30周年を記念したAV30で、メーカー横断による有名女優100人を集めた「AV女優100人 2 伝説＆現役のトップ女優たち」の1人に選ばれた。

## 出演作品

### アダルトビデオ
- お嬢様・真理子（1989年、ダイヤモンド映像）
- 弁護士・季実子（1989年10月1日、ダイヤモンド映像）
- 女子大生・真理子（1989年、ダイヤモンド映像）
- 高級官僚・季実子 上巻（1990年1月11日、ダイヤモンド映像）
- 女教師・真理子（1990年1月15日、ダイヤモンド映像）[2]
- 社長秘書・真理子（1990年2月11日、ダイヤモンド映像）[4]
- 友達の彼女・真理子（1990年3月11日、ダイヤモンド映像）[5]
- 美人家庭教師・真理子（1990年、ダイヤモンド映像）
- 秘められた性の報告書 妻と妹（1990年、ダイヤモンド映像）

- よがり泣き（2001年7月2日、ニューシネマジャパン）
- 永久保存版 高倉真理子スペシャル（2004年5月24日、ニューシネマジャパン）
- ベリーベストオブ80’S AVアイドル（2008年11月12日、アルファーインターナショナル）[1]
- 美人家庭教師・真理子 スチュワーデス・理沙（2009年5月28日、ダイヤモンド）左記2タイトルを収録[1]
- 伝説の女優ダイアモンドコレクション500分（2009年11月28日、フラットコーポレーション）
- よがり泣き（村西ちゃんねる）240分撮り下ろし[6]

### その他
- 性生活の知恵 5 大人の玩具 商品カタログ（1990年5月、ブックマン社）
- 性生活の知恵 6 大人の玩具 マル秘大公開（1990年5月、ブックマン社）

## 書籍

### 写真集
- 高倉真理子写真集（1990年2月、ビックマン） 撮影:村西とおる
- 高倉真理子写真集 2（1990年6月、ビックマン）撮影:稲村幸夫